# Vochysia pauciflora
Vochysia pauciflora är en tvåhjärtbladig växtart som beskrevs av Julian Alfred Steyermark. Vochysia pauciflora ingår i släktet Vochysia och familjen Vochysiaceae. Inga underarter finns listade i Catalogue of Life.